# 王興 (恩平守備)
王興（1615年—1659年），原名萧嘉音，字電輝，廣東恩平人。

## 生平
少年不讀書，亡命天涯，身材短小，人稱「繡花針」。崇禎十五年（1644年）五月，率領三千農民抗清，後接受知縣陳兆棠邀請，任恩平守備。後與永历朝广东巡按連城壁等聯合抗清，曾配合李定国进攻广东。顺治十二年新会战役失败后，王兴部於十一月退到新兴、恩平地区，以文村作根據地，奉永历年号，長期抗清。顺治十三年（1656年）春，大敗清軍，清军死伤近。次年正月，清军自新会来攻，又被王兴击败。永历朝封为广宁伯。
永曆十二年（1658年），尚可喜鑑於“王兴所踞地极险阻”，決定乃采取挖掘深沟之計，切斷汶村的外援，长期围困汶村，十五個月後（1659年），城中粮尽，一升米要價两千文钱，一隻老鼠要價一百文。八月，尚可喜再次向王兴劝降，许以高官厚爵。王興不忍城中軍民餓死，派遣五個兒子和老母带着印信、令箭前往谒见尚可喜。中秋节后两天，八月十七日夜间，王興大宴城中官员，表示與清軍達成協議。宴罷，王兴让妻子张氏和十五个妾自缢，自己再自焚死。唐王朱聿钐服毒死。陈恭尹曾作《王将军挽歌》述其事迹。